# Judith Clark Costume Gallery
 (juillet 2025).
La Judith Clark Costume Gallery est une galerie britannique exposant principalement des vêtements à la mode. Elle est située à Londres dans le quartier de Notting Hill.

## Annexe